# Mercedes-Benz CLS 63 AMG
De Mercedes-Benz CLS 63 AMG is de snelste en krachtigste auto uit de CLS-serie van Mercedes-Benz. De CLS 63 AMG heeft een 6.2 liter V8 motor met 514 pk. De CLS 63 AMG heeft 38 pk meer dan de CLS 55 AMG. In 2008 werd de CLS 63 AMG, net als de rest van de CLS-serie, gefacelift. De CLS 63 AMG accelereert van 0-100 km/h in 4,6 seconden en de topsnelheid is begrensd op 250 km/h.

## Uitvoeringen
De Mercedes CLS 63 AMG is verkrijgbaar in 3 uitvoeringen:
- Mercedes CLS 63 AMG
- Mercedes CLS 63 AMG Prestige
- Mercedes CLS 63 AMG Prestige Plus

De Prestige en Prestige Plus hebben nog extra opties, die de gewone CLS 63 AMG niet heeft, zoals parkeersensoren achter, navigatiesysteem, metallic lak en inbraakalarm.

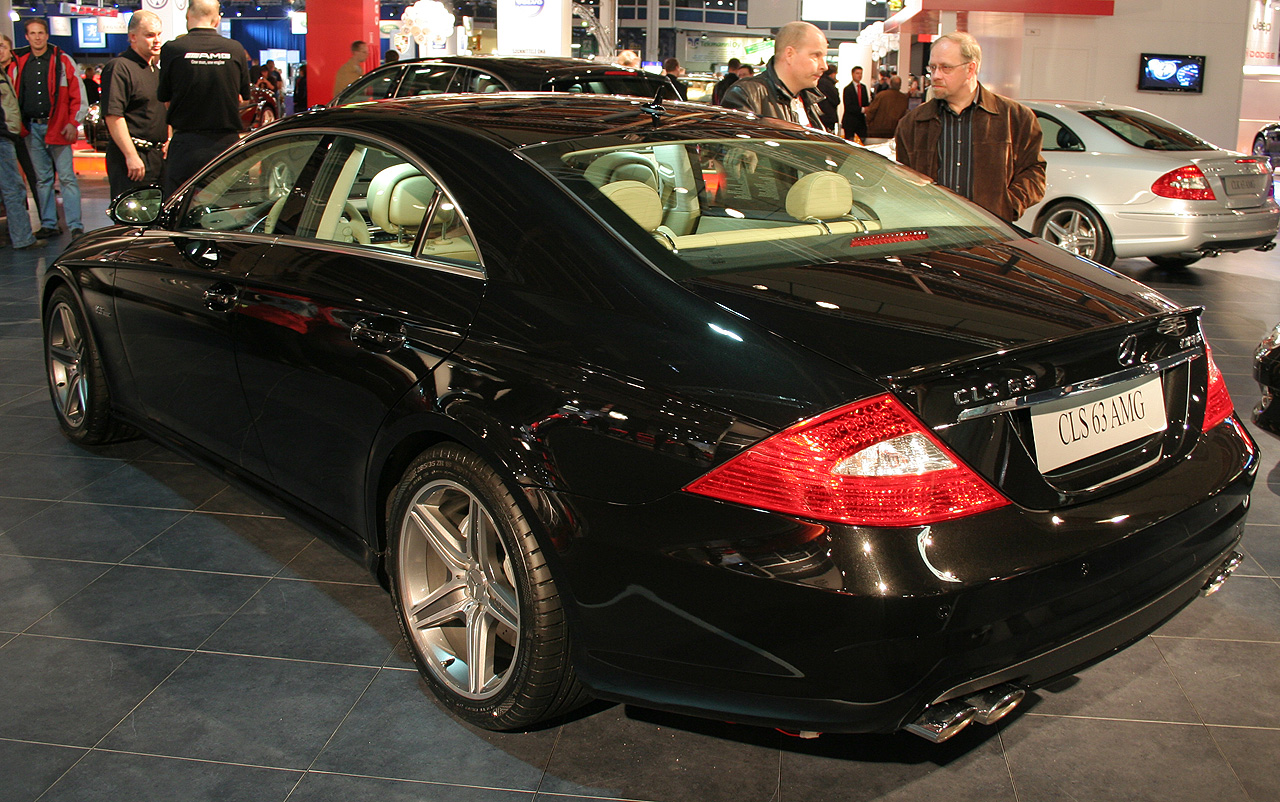
Achterzijde CLS 63 AMG